# Алеманны

Расселение алеманнов, в середине V столетия

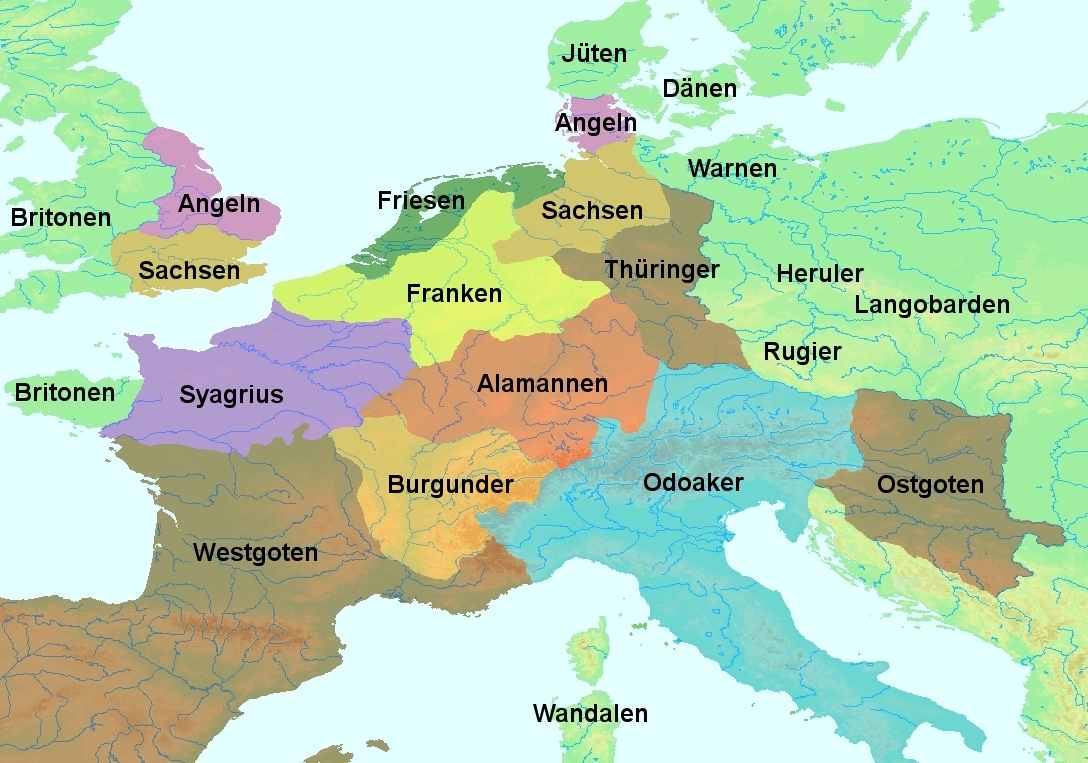
Немецкая схема Центральной Европы в конце V столетия нашей эры

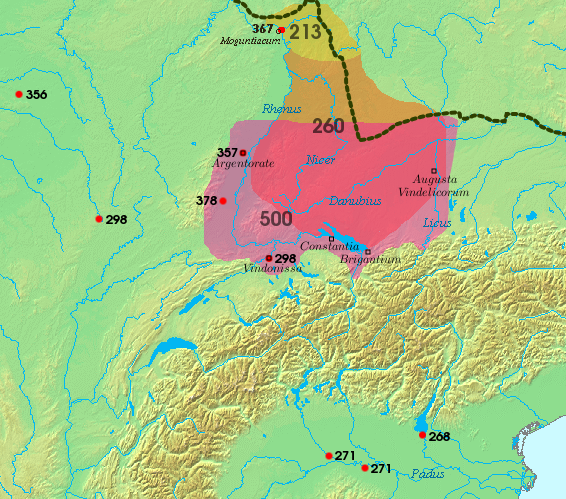
Карта переселения алеманнов

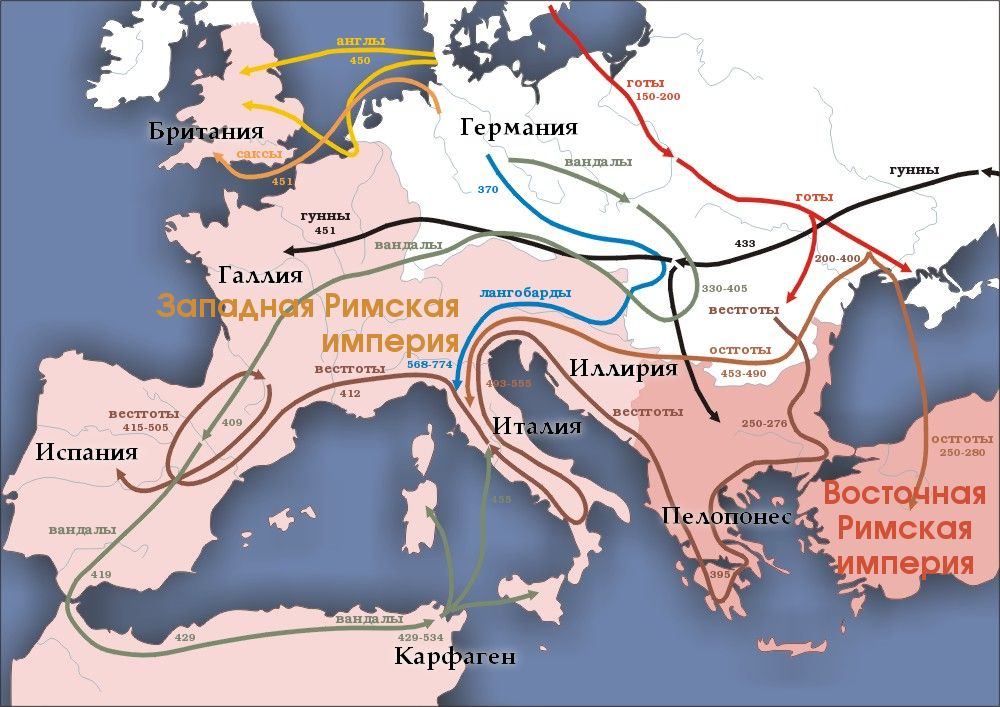
Схема переселения Евроазиатских народов, которая поясняет сформирование языковой среды в части Евразии

Алема́нны или алама́нны (от герм. alle manner — «все люди», алем. нем. Alemanne, нем. Alamannen, Alemannen), Аллеманы — союз древнегерманских племён III—VI веков, образовавшийся на основе распавшегося ранее союза племён, известного как свевы (в него входили такие германские племена, как буры, семноны, гермундуры, квады и маркоманы) и ютунги.
В других источниках указано, что Алеманны и алама́ны — союз различных народов тевтонского или германского происхождения, и германская народность эпохи переселения народов (III — VI столетия), главной составной частью этого племенного союза были семноны (в то время, Аламанны под именем семнонов обитали в местности, называемой на конец XIX столетия Марк-Бранденбург), жившие между средним течением рек Одер и Эльба. Алеманны дали название исторической области германских земель — Алеманнии. Позже они стали известны под именем швабов (происходит от названия свевов), которые дали название другой исторической области германских земель — Швабия в современной Германии (ФРГ). Язык алеманнов стал основой для верхненемецких диалектов. В начале XX столетия алеманны говорили на особом алеманнском наречии и проживали в пограничных областях Швейцарии, Германии, Австрии и Франции.

## Этноним

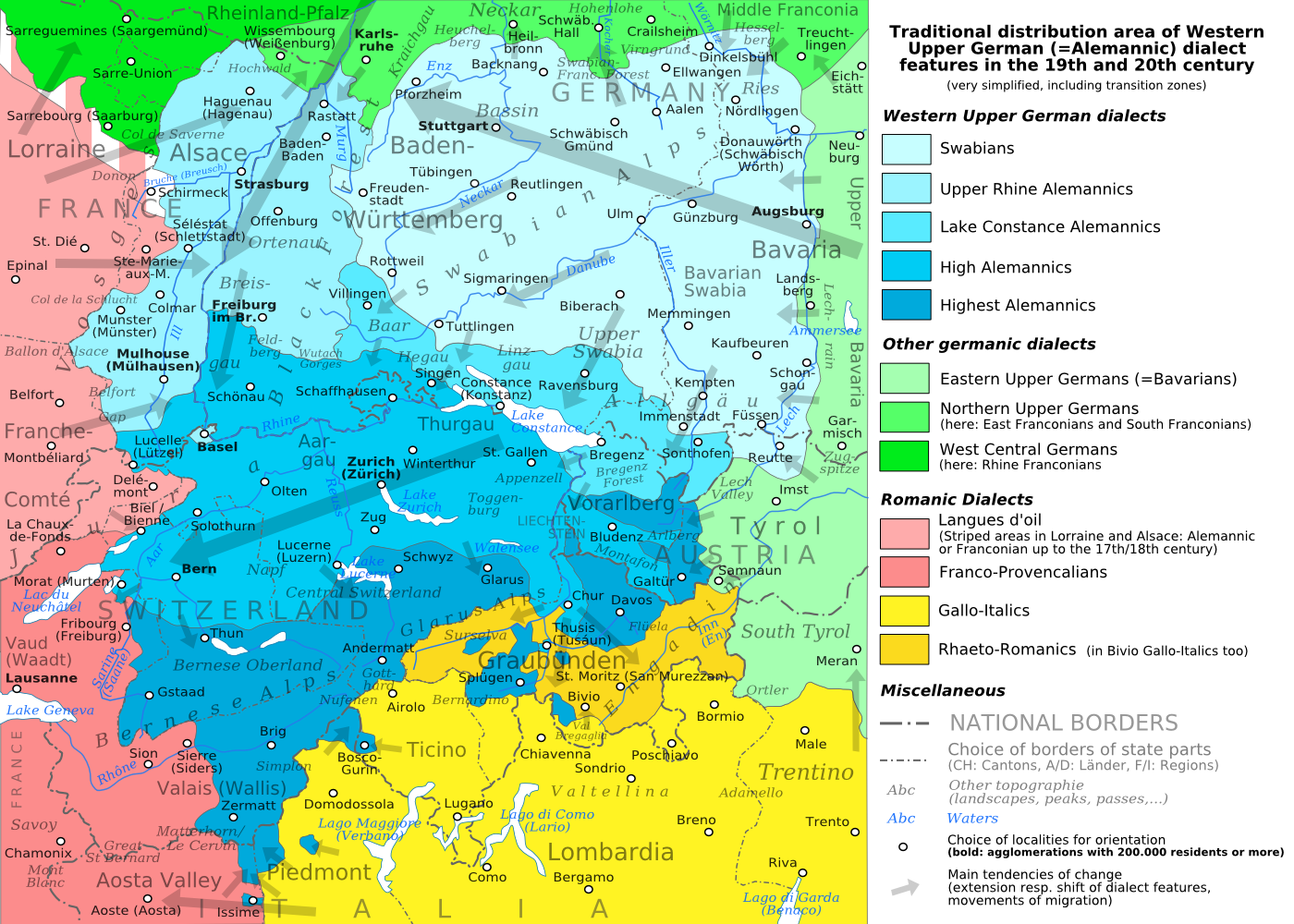
Алеманнское наречие

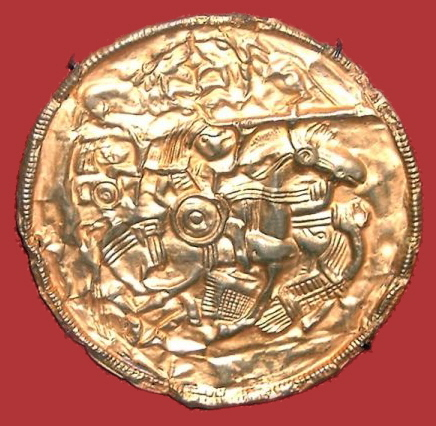
Диск всадника из Плицхаузена, маленькая фигурка позади всадника интерпретируется как божественный помощник в победе

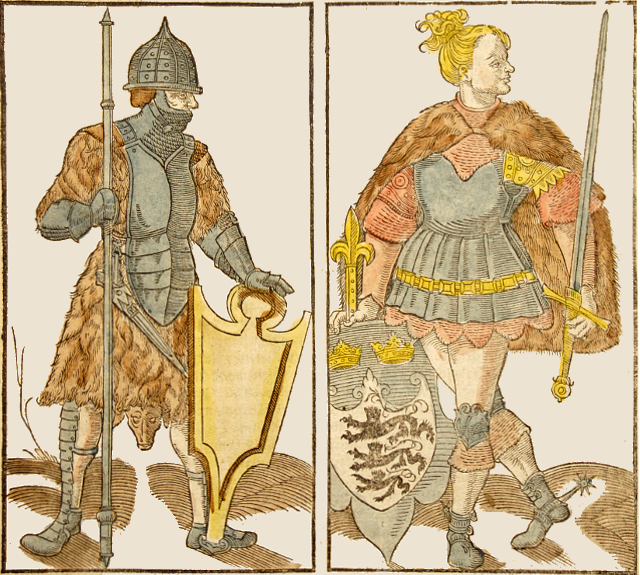
Алеманны или швабы в космографии Себастьяна Мюнстера

Первое упоминание об алеманнах относится к эпохе римского императора Каракаллы (правил в 211—217 годах нашей эры). Среди его титулов современники приводят и титул Аламаникус, то есть «победитель аламаннов». В римских источниках название этого народа чаще встречается именно в такой форме — Alamanni. По-видимому, этимологически этноним восходит к германскому «alle mannen» — «все люди» (с реки Майн) и отражает тот факт, что племенной союз алеманнов сложился из ряда германских племён различного происхождения. В другом источнике указано что название Аламанны происходит от alah, то есть храм, священная роща, следовательно они «люди священной рощи», а не алеманны.
В романских языках (таких как французский (allemand — немец, Allemagne — Германия), португальский и испанский) слово «ал(е)ман» сохранилось как общее название немцев. Оттуда оно перешло также и в восточные языки, например в персидский, турецкий, азербайджанский и другие.

## История
Под именем семнонов племя обитало в местности, называемой на конец XIX столетия Марк-Бранденбург, и в их семноновской стране находилась святыня суевского племени. Оттуда, в 178 году, вероятно под влиянием переселений готов и славян, аламанны удалились в направлении к Майну, и вытеснили с его берегов гермундуров, для защиты которых, в 213 году, римский император Каракалла предпринимал неудачный поход с берегов Дуная. В Реальном словаре классических древностей указано, что может быть Alemanni (Ἀλαμανοί) были остатками великой армии Ариовиста, и храбрые, воинственные алеманны были страшны римлянам особенно своей конницей. В мирное время аламаны делились на округи с отдельными царями (вождями), из которых Аммиан называет 10 (16, 12, 1. 18, 2. 20, 3. 21, 3), а в военное время (на войне) все они повиновались одному общему предводителю.
Об алеманнах в 213 году нашей эры писал римский историк Дион Кассий, когда этот союз племен располагался в низовьях Майна. Утверждать, что этот район был изначальным местом их проживания нельзя, так как ядром племенного союза алеманнов были семноны, заселявшие бассейн реки Эльба. В начале III века, в поисках новых земель для земледелия и скотоводства и под напором соседних племен, алеманны начинают теснить римлян в Юго-западной Германии и прорывают лимес, в войне с римлянами в 256 году, границу Римской империи по Рейну и первыми из германцев захватили часть римской провинции — так называемые «Десятинные поля» между верховьями Рейна и Дуная. Оттуда они начали вторгаться в Галлию и Италию. Алеманны к началу V столетия доходят до Боденского озера, занимают Рэцию. В середине V столетия алеманны переходят на левый берег Рейна, в современный Эльзас. Во второй половине V столетия алеманны столкнулись с франками, в борьбе с которыми потеряли свои северные владения. В конце V века алеманны были оттеснены франками на территорию нынешней юго-западной Германии и северо-западной Австрии, где и осели.
В VI столетий алеманны были полностью включены в состав меровингского королевства, на правах особого королевства (герцогства), с некоторой долей самостоятельности, Алемании. До конца VIII столетия алеманнами было организовано несколько антифранкских мятежей, ни один из них не был успешным. Земли алеманнов, входившие в покорённое франками герцогство, были включены в состав Франкского государства, а местные правители (герцоги) стали назначаться Каролингами. Алеманское герцогство просуществовало до конца XI столетия, и в связи с междоусобной борьбой распалось на две части, из которых одна стала называться Швабией, так возникло герцогство Швабия.

## Палеогенетика
Изучив ДНК из останков в семейном погребении алеманнов эпохи Меровингов (580—630 годы) в местечке Нидерштотцинген, генетики обнаружили у похоронённых Y-хромосомную гаплогруппу R1b1a1a2a1a1c2b2b1a1a-Z325 (ISOGG 2018), восходящую к гаплогруппе R1b1a1a2a1a1-U106, а также митохондриальные гаплогруппы K1a, K1a1b2a1a, T2, X2b4, H1b, H10e1, H65a и U5a1a1. У образца 3b (мужчина 50—60 лет, похороненный в стороне от могил алеманнского клана) определены Y-хромосомная гаплогруппа G2a3a-M406 и митохондриальная гаплогруппа I5a1b, по аутосомам он близок к грекам.

## Антропология
Известный антрополог Карлтон Кун относил большинство алеманнов и франков к кельтскому типу, который представляет собой нордический подтип, содержащий динарскую и альпийскую примесь, и характеризуется мезоцефалией, низким сводом, выступающим носом и более тёмной пигментацией:
«Алеманнов можно изучать по двум главным сериям: небольшая серия в 20 скелетов из Оберротвайля в Бадене и большая — в более чем две сотни — из Аугста, в кантоне Ааргау в Швейцарии. Серия из Бадена, сохраняя обычный германский черепной указатель, соответствует в других отношениях метрическому характеру кельтских народов, которых сменили алеманны и которые, собственно, обладали таким же средним черепным указателем от 75 до 76. Это свидетельство из Бадена нужно интерпретировать как указание на то, что эти германские завоеватели были в большой степени поглощены кельтами, поселившимися здесь ранее, по крайней мере в деревне, использовавшей это кладбище и её непосредственных окрестностях.
Алеманнские черепа из Швейцарии как группа являются высокими мезоцефалами со средним значением 78 и включают в себя значительное количество брахицефальных черепов. В целом общая серия напоминает серии своих кельтских предшественников, но рост увеличился до среднего в 168 см, а черепной указатель всей группы постепенно снижался. В V веке 50 % алеманнов из Ааргау были брахицефалами, в VII веке — 44 %, а в VIII — 24 %. В то же время средний черепной указатель за эти три столетия сократился с 80,2 до 77,5. Таким образом, германский, или, возможно, германо-кельтский элемент увеличился за счёт более древнего населения, и это увеличение, как мы увидим позже, в некоторых частях Швейцарии оказалось постоянным».
«Выводы из имеющейся у нас информации о расовом происхождении и рассеивании древнегерманских народов можно озвучить коротко и ясно. В начале местного железного века в северно-западной Германии и Скандинавии появилось новое население, принеся гальштатский тип культуры. Эти завоеватели имели обычный центральноевропейский нордический тип, связанный в более древние столетия с иллирийцами. Из-за смешения с местными формами мегалитических и шнуровых элементов, а также элементов борребю эти пришельцы дали начало особому нордическому подтипу, характеризовавшемуся бо́льшим сводом и лицом, более тяжёлым телосложением и формой черепа на границе долихо– и мезоцефалии.

Германские племена, путешествовавшие по Европе во время периода миграций, по сути, принадлежали к этому новому типу. Исключениями были алеманны и франки, которые в юго-западной Германии приобрели кельтский физический облик, принесённый ими в Бельгию, Францию и Швейцарию – страны, уже непосредственно знакомые с кельтами».